# 森川源三郎

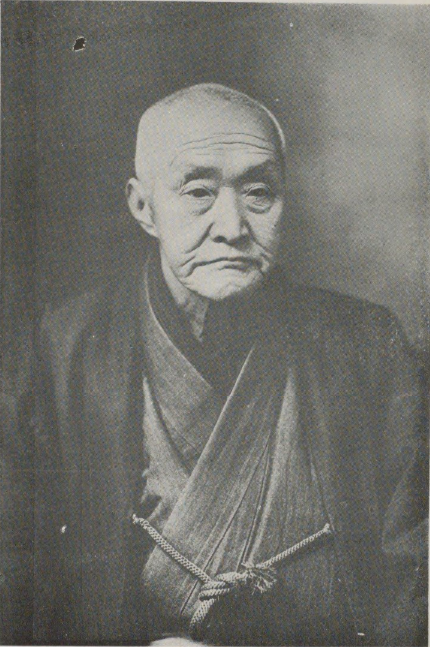
森川 源三郎

森川 源三郎（もりかわ げんざぶろう、弘化2年2月15日（1845年3月22日） - 大正15年（1926年）6月7日）は、明治から大正にかけての農業指導者、篤農家。

## 経歴・人物
秋田藩の取立士族森川又五郎の長男として出羽国河辺郡百三段新屋村(現秋田市新屋表町)に生まれる。藩命により海岸防衛のため祖父の又右衛門と共に百三段新屋比内南町に移り住み、久保田藩士の森田小市より教育を受ける。その後、1868年（明治元年）戊辰戦争に出征する。
副戸長、勧業係、植物試験場勤務などを経て、1889年（明治22年）百三段浜田村の有志と共に貯金組合を創設する。地元秋田や九州などで農事改良、農民指導に尽力し、石川理紀之助と県の農会の組織作りを進め、明治32年（1899年）11月23日に県農会会長となった。晩年は河辺郡上北手村に住み、杉の植林に尽力した。

## 伝記
- 秋田県教育会 編『秋田偉人叢書 第2輯 (石川理紀之助・森川源三郎両翁伝)』秋田県教育会、1938年。